# Pantelej Kiselov
Pantelej Georgijev Kiselov (Svištov, 23. listopada 1863. – Sofija, 14. listopada 1927.) je bio bugarski general i vojni zapovjednik. Tijekom Prvog svjetskog rata zapovijedao je 4. preslavskom pješačkom divizijom na Rumunjskom i Solunskom bojištu.

## Obitelj i školovanje
Pantelej Kiselov je rođen 23. listopada 1863. u Svištovu. Sin je Georgija Kiselova i Tomitse Kiselove rođ. Djulgerov kojima je bio treće dijete. Uz Panteleja, Georgi i Tomitsa Kiselov imali su i troje sinova Simeona, Ilju i Angela i dvije kćeri Elenu i Eudikiu. Obitelj Pantelejevog oca Georgija Kiselova potječe iz sela Višovgrad gdje je Pantelejev djed bio vrstan graditelj. Pantelejev otac Georgi bio je imućni trgovac koji je imao želju da njegova djeca naslijede njegov posao, te je veliku pažnju posvećivao njihovom školovanju. Upisao je svu svoju djecu u lokalnu školu u Svištovu gdje je obitelj živjela. Uz navedeno angažirao je i privatne učitelje koji su djeci pružali dodatnu poduku. Panteleja, koji je pokazivao zanimanje za učenje jezika, posebice francuskog, je tako podučavao privatni učitelj Georgi Borov koji je mladom Panteleju nabavljao knjige koje su ga zanimale.
Tijekom Rusko-turskog rata ruske snage su 28. lipnja 1877. prešle Dunav i ušle u Svištov gdje su osnovali bazu za svoje daljnje operacije. Nekoliko ruskih časnika, boravilo je u kući Kiselovih, te se tijekom njihovog boravka tada 14-godišnji Pantelej zainteresirao za vojsku. Nakon završetka rata saznaje da se u novom bugarskom glavnom gradu Sofiji otvara vojna škola, te se odlučuje u istu upisati. Pantelejev otac Georgi podržavao je tu odluku, ali se ubrzo razbolio i umro. Godine 1880. Pantelej upisuje Vojnu školu u Sofiji, ali ga te iste godine u nevinoj igri ruskim revolverom ranjava njegov mlađi brat Angel. Srećom, ozljede nisu bile teške, te Pantelej nakon oporavka počinje školovanje u vojnoj školi nastojeći nadoknaditi izgubljeno gradivo. Tijekom trogodišnjeg školovanja u sklopu kojeg je naučio ruski jezik, Kiselov je bio izvrstan student. Diplomirao je 30. srpnja 1883., čime je istodobno dobio i čin potporučnika.

## Vojna karijera
Nakon diplomiranja, raspoređen je na službu u 15. lomsku pješačku satniju u rodnom Svištovu. Tijekom Srpsko-bugarskog rata postaje zapovjednikom satnije u 3. bdinskoj pješačkoj pukovniji s kojom je upućen u tvrđavu Vidin. Iako su tvrđavu opkolile nadmoćnije srpske snage, garnizon tvrđave je istu uspio obraniti čime je zaustavljen prodor srpske vojske u sjevernu Bugarsku. Nakon završetka rata Kiselov je u ožujku 1886. promaknut u čin poručnika, nakon čega je u siječnju 1887. imenovan zapovjednikom 9. satnije u 13. rilskoj pukovniji smještenoj u Ćustendilu.  Godinu dana poslije, u siječnju 1888., unaprijeđen je u čin satnika, nakon čega služi u 14. pješačkoj pukovniji, da bi 1896. bio imenovan zapovjednikom Svištovskog graničnog odreda. Te iste godine sklapa brak s Marijkom Panevom, kćeri uglednog svištovskog trgovca. Tijekom braka imali su troje djece i to dva sina Georgija i Aleksandra, te kćer Tatjanu.
U siječnju 1899. promaknut je u čin bojnika, te je upućen u Varnu gdje zapovijeda bojnom u 8. primorskoj pukovniji. Čin potpukovnika dostiže u siječnju 1904., a te iste godine je imenovan zamjenikom zapovjednika 8. primorske pukovnije. Navedenu dužnost obnaša dvije godine, do 1906., kada postaje zapovjednikom sofijskog garnizona. Kada je Glavni stožer 1908. odlučio osam časnika uputiti u Francusku na dodatno školovanje, Kiselov je bio jedan od njih. U Francuskoj, gdje se nalazio na službi u francuskoj 82. pješačkoj pukovniji u Montargisu, boravio je godinu dana. Po povratku iz Francuske, u prosincu 1909., imenovan je zapovjednikom 5. dunavske pješačke pukovnije smještene u Ruseu gdje je odmah, u siječnju 1910., unaprijeđen u čin pukovnika. Pred početak Prvog balkanskog rata, u ožujku 1912., premješten je u Varnu gdje postaje zapovjednikom 8. primorske pješačke pukovnije.

### Balkanski ratovi
Odmah nakon što je Bugarska objavila rat Osmanskom Carstvu 8. listopada 1912., 8. primorska pješačka pukovnija kojom je zapovijedao Kiselov je počela mobilizaciju, te je u roku od šest dana bila uspješno popunjena i imala snagu od 70 časnika i 4.716 vojnika. Ista je ušla u sastav 2. brigade 4. preslavske pješačke divizije koja je bila dio bugarske 3. armije pod zapovjedništvom Radka Dimitrieva koja armija je imala zadatak zauzeti tursku tvrđavu Kirk Kilise. Prve borbe Kiselov je sa svojom pukovnijom imao kod sela Seliolu. Trebao je zauzeti selo u čemu uspio odlučnim noćnim napadom kojim je u potpunosti iznenadio turske snage. Tjedan dana nakon toga, Kiselov vodi svoju pukovniju u teškim borbama koje su se vodile za strateško važno mjesto Karagaach. U početku pukovnija je pretrpjela velike gubitke, ali nakon tri dana borbi uspjeva dobiti i tu bitku.
U Drugom balkanskom ratu 8. primorska pješačka pukovnija ponovno je bila u sastavu 4. preslavske pješačke divizije koja je ovaj puta bila dijelom bugarske 4. armije. Navedena armija se nakon neuspješnog bugarskog napada u Bitci kod Bregalnice povukla na položaje kod sela Kalimanci. Tu Kiselov ignorira zapovijedi svojih nadređenih da se povuče na povoljnije položaje koji su bili pogodniji za obranu. Odbija mnogobrojne napade srpske vojske, nakon čega protunapadom iste tjera da se u neredu povuku. Navedeno je omogućilo da se 2. bugarska pješačka divizija sigurno povuče na nove položaje, što je u konačnici dovelo do bugarskog uspjeha u Bitci kod Kalimancija. Tijekom borbi na Zletovskoj reci Kiselov je ranjen od strane granate.
Nakon završetka Drugog balkanskog rata, Kiselov je u rujnu 1913. imenovan zapovjednikom 2. brigade 4. preslavske pješačke divizije. U travnju 1914. postaje zapovjednikom 4. preslavske pješačke divizije, te istom zapovijeda tijekom cijelog Prvog svjetskog rata.

## Prvi svjetski rat
U trenutku ulaska Bugarske u rat na strani Centralnih sila u listopadu 1915. 4. preslavska pješačka divizija nalazila se u sastavu 3. armije. Navedenom armijom zapovijedao je Stefan Tošev, a zadatak iste je bila obrana Dunava od moguće rumunjske invazije. Kada je krajem kolovoza 1916. Rumunjska objavila rat Austro-Ugarskoj, Bugarska je ispunjavajući svoje obveze prema saveznicima 1. rujna 1916. objavila rat Rumunjskoj. Kiselov, koji je u siječnju te iste godine promaknut u čin general bojnika, dobio je zadatak da zauzme rumunjsku tvrđavu Turtucaiau koja se nalazila na obalama Dunava. Samo nekoliko dana nakon ulaska Bugarske u rat, Kiselov je prodro do Turtucaiae, te počeo opsadu tvrđave. Dana 5. rujna dao je naredbu za opći napad na tvrđavu, te se ista predala idućeg dana nakon teških borbi. Bitka za Turtucaiau završila je velikom bugarskom pobjedom i teškim porazom rumunjske vojske koja je imala gubitke od 7.000 poginulih i 28.000 zarobljenih vojnika.
Nakon završetka Bitke za Turtucaiau, Kiselov s 4. preslavskom divizijom sudjeluje u daljnjem prodoru u Dobrudžu sudjelujući u Prvoj i Drugoj bitci kod Cobadina. Kiselovljeve jedinice tako 23. listopada ulaze u Medžidiji, važno željezničko čvorište, a idući dan u Cernavodu. Potom, 24. prosinca zauzimaju Isacceu, da bi 5. siječnja 1917. prešle na lijevu obalu Dunava i zauzele Brailu. Početkom 1917., nakon završetka kampanje u Dobrudži, Kiselov je s 4. preslavskom divizijom premješten na Solunsko bojište gdje je u kolovozu 1917. unaprijeđen u čin general poručnika. Na Solunskom bojištu sudjeluje u zaustavljanju francuskih napada na Crnoj reci, istočno od Bitole. Nakon proboja bojišta u rujnu 1918. u Vardarskoj ofenzivi uspijeva vojnike svoje divizije povući u Bugarsku i tako ih spasiti od zarobljeništva.

## Poslije rata
Nakon završetka rata Kiselov je imenovan zapovjednikom 3. vojnoinspekcijskog okruga. U prosincu 1919. promaknut je u čin generala pješaštva, najvišeg vojnog čina u bugarskoj vojsci. Ubrzo nakon toga, zbog smanjenja bugarske vojske predviđenog Mirovnim ugovorom u Neuillyju, Kiselov je nakon 40-godišnje vojne službe umirovljen. S obitelji živi u Ruseu gdje je u ožujku 1923. izabran za predsjednika Saveznog vijeća Unije pričuvnih časnika i dočasnika u Ruseu koju dužnost obnaša do veljače 1926. godine. Redovno sudjeluje u proslavama godišnjica pobjede kod Turtucaiae, te ima želju izgraditi mauzolej u slavu te pobjede. Krajem 1926. seli se u Sofiju kod sina Goergija, inače odvjetnika, te se nastanjuje u kući u Ulici Graf Ignatiev. Već narušenog zdravlja, preminuo je 14. listopada 1927. u 64. godini života u Sofiji od srčanog udara. Pokopan je na Središnjem groblju u Sofiji. U njegovu čast u prosincu 1934. selo Emirovo preimenovano je u General Kiselovo.

## Vanjske poveznice
(bug.) Pantelej Kiselov na stranici Glasove.com

(bug.) Pantelej Kiselov na stranici Bulgarianhistory.org

(bug.) Pantelej Kiselov na stranici Boinaslava.net

(češ.) Pantelej Kiselov na stranici Valka.cz